# السفارة السعودية في طهران
السفارة السعودية في العاصمة الإيرانية طهران (بالفارسية: سفارت عربستان سعودی در تهران) (الاسم الرسمي:سفارة المملكة العربية السعودية في طهران) ، هي بعثة دبلوماسية سعودية سابقة في العاصمة الإيرانية طهران، تعرضت السفارة السعودية للحرق والاعتداء والتكسير وأيضاً قنصليتها في مدينة مشهد بسبب تنفيذ حكم الإعدام بحق رجل الدين الشيعي السعودي نمر باقر النمر على صلته بالإرهاب مع 46 شخصاً آخرين، وفي اليوم الثاني من يناير سنة 2016م قامت مجموعة من المتظاهرين الغوغائيين الذين اعترضوا على اعدام نمر باقر النمر، حيث أدت إلى حرق السفارة السعودية عن طريق كسر النوافذ وإلقاء القنابل النارية (المولتوف) ، وأعلن عادل الجبير وزير الخارجية السعودي السابق قطع علاقاتها الرسمية مع إيران، حيث شملت قطع العلاقات الدبلوماسية بين البلدين التي تشمل التجارة والسياحة والطيران الجوي المدني وبعض المنافسات الرياضية كبطولة دوري أبطال آسيا لكرة القدم لعام 2016م.

## انظر ايضاً
- الهجوم على السفارة السعودية في طهران 2016
- سفير المملكة العربية السعودية لدى إيران
- قائمة سفراء إيران لدى السعودية